# 芶清泉
芶清泉（1917年—2011年6月30日），男，四川邛崃人，中国力学家、物理学教育家，曾任吉林大学教授、博士生导师，中国力学学会理事。